# All Along the Watchtower
（译名：《沿着瞭望塔》）是美国唱作人鲍勃·迪伦的一首歌曲，在1967年被收录于专辑中首次发行。它也被收录进迪伦的大部分精选辑里，不同的现场版出现在他的四张现场专辑中。
这首歌有无数翻唱版本，跨越许多音乐类型。其中最知名的是吉米·亨德里克斯的版本，收录于吉米·亨德里克斯体验乐队1968年的专辑中。该版本甚至比迪伦原版更加著名，被公认为亨德里克斯最好的作品之一
。它在《滚石》杂志的“史上最伟大的500首歌曲”榜单中排名第47位。

## 鲍勃·迪伦版
在经历了1966年7月的一起摩托车事故后，迪伦在接下来的18个月中留在家中养病，创作歌曲。专辑中的所有歌曲是在1967年末的六周内完成录音的。1967年11月6日，迪伦在田纳西州纳什维尔的哥伦比亚A号录音室（Columbia Studio A）录了。制作人鲍勃·约翰斯顿也为迪伦制作了他的前两张专辑和。最终出现在专辑中的歌曲是由两次录音接合在一起完成的，分别是第二个录音期的第三次和第五次尝试。
专辑在1967年12月27日发行。这首歌于1968年11月22日以单曲形式发行，没有进入排行榜。1974年1月3日，迪伦在芝加哥第一次现场演唱了该曲。从第一次起，迪伦一直在现场按亨德里克斯的版本演唱，而不是自己录的原版。据流行乐写手迈克尔·格雷统计，这首歌是迪伦歌曲中被现场演唱次数最多的。据迪伦自己的网站上统计，截至2012年，他已唱了2034次。
有几个乐评人指出，该曲的歌词照应了《以賽亞書》21章的5-9节。英语文学教授克里斯托弗·瑞克斯注意到该曲不同寻常的叙事结构，认为它体现了迪伦操纵时间线的大胆：“在歌词的最后一句结束后，整首歌似乎才刚开始。”

## 吉米·亨德里克斯版
1968年1月21日，吉米·亨德里克斯体验乐队在伦敦奥林匹克录音室开始翻唱版的录音。据工程师安迪·约翰斯说，宣传人员迈克尔·戈德斯坦（Michael Goldstein）给了亨德里克斯迪伦的录音带。他回忆道：“（亨德里克斯）拿着那些迪伦录音带走进来，我们都在录音室第一次听了它们。”亨德里克斯的朋友滚石乐队成员布萊恩·瓊斯在录音中贡献了部分打击乐。琼斯原本录了一段钢琴，但后来这部分在混音中被打击乐声部取代。工程师艾迪·克雷默和经理人查斯·錢德勒在1月26日完成了的第一版混音。但亨德里克斯很快对此成果感到不满，于6月至8月在纽约唱片工厂录音室重新录音，并把吉他部分配到原带上。工程师托尼·邦吉奥维（Tony Bongiovi）说，在歌曲录制过程中，亨德里克斯越来越不满，加入越来越多的吉他部分。
最终完成的歌曲于1968年9月收录在专辑中发行。该单曲在英國單曲排行榜上达到第5位，在美国公告牌百强单曲榜上达到第20位，成为亨德里克斯唯一一首进入前20位的单曲。他的翻唱版收获了很多赞誉，包括迪伦的肯定。在迪伦套装盒附带的小册子上，他评价道：“我喜欢吉米·亨德里克斯的录音，自从他去世后，我一直在用他的方式演绎这首歌……我唱的时候总觉得这是某种意义上对他的致敬，真是奇妙。”《滚石》杂志把这一版本列为“史上最伟大的500首歌曲”第47位。《吉他世界》杂志把该曲中亨德里克斯的独奏列为“史上最伟大的100段吉他独奏”第5位。《完全吉他》杂志将该曲列为史上最伟大的翻唱。

## 其他翻唱版本
第一个翻唱这首歌的是英国流行组合纳什维尔少年，他们的版本于1968年3月在英国和欧洲发行，比亨德里克斯版早了六个月。它收获了杂志和报纸的正面评价，但没有取得商业成功。美国摇滚乐队大衛·馬修樂團自组建之初就开始演奏这首歌，他们的演绎风格与原版很不同。该曲出现在他们的9张现场专辑中，但从未发行过录音室版。
其他翻唱这首歌的艺人及团体有尼尔·杨、U2樂團、感恩至死乐队、艾迪·維達与珍珠果酱乐队、埃里克·克莱普顿、范·莫里森等。
2016年《 Tom Ellis》在主演的影集《路西法》第2季第1集 "Everything's Coming Up Lucifer"中，Lucifer以鋼琴自彈自唱的方式翻唱這首歌作為該集的片尾曲，此版本在youtube（页面存档备份，存于）上獲得380萬人次觀看及好評。(2017-10-10)

## 流行文化中的指涉
获得5项奥斯卡奖的1999年电影《美國心玫瑰情》用了迪伦版的本曲。亨德里克斯版被许多影视作品用作配乐，包括《阿甘正传》、《守望者》、电视剧《辛普森一家》等等。

### 出处
1. ↑  刘颖. . 新浪网. 2011-04-07  [2014-02-19]. （原始内容存档于2013-02-02） （中文（中国大陆））.
2. ↑  《摇滚乐的历史与风格》（1998年），第126页
3. ↑  Bush, John. . AllMusic.   [2011-01-14]. （原始内容存档于2019-09-19）.
4. ↑  Thomas Ward. . allmusic.com.   [2015-04-19]. （原始内容存档于2015-06-22）.
5. ↑  Sounes p. 215-8
6. ↑  Heylin, 2009, Revolution In The Air, The Songs of Bob Dylan: Volume One, pp. 364–369.
7. 1 2  Bjorner, Olof. . Olof Bjorner. May 7, 2000  [2009-10-18]. （原始内容存档于2017-06-23）.
8. ↑  Gray p. 356-7
9. ↑  Gray p. 350
10. 1 2 3  Gray, Michael (2006), The Bob Dylan Encyclopedia, p. 7.
11. ↑  . bobdylan.com. May 21, 2012  [May 21, 2012]. （原始内容存档于2012-11-11）.
12. ↑  Heylin p. 285
13. ↑  Gill p. 130–1
14. ↑  Ricks p. 359
15. ↑  Eddie Kramer, 'Hendrix: Setting The Record Straight, p. 135
16. ↑  Eddie Kramer, 'Hendrix: Setting The Record Straight, p. 136
17. ↑  Eddie Kramer, 'Hendrix: Setting The Record Straight, p. 174
18. ↑  . The Official Charts.   [2015-04-17]. （原始内容存档于2011-11-25）.
19. ↑  Eddie Kramer, 'Hendrix: Setting The Record Straight, p. 198
20. ↑  . 2015-02-10  [2015-04-17]. （原始内容存档于2015-04-19）.
21. ↑  . rollingstone.com. April 7, 2011  [May 21, 2012]. （原始内容存档于2012-07-12）.
22. ↑  . Guitar World. 2008-10-14  [2015-04-17]. （原始内容存档于2015-04-18）.
23. ↑  . Total Guitar (Future Publishing). August 2000.
24. ↑  . Nashville-Teens.com.   [2014-09-21]. （原始内容存档于2015-04-08）.
25. ↑  . The Nashville Teens. 2012-08-21  [2014-09-21]. （原始内容存档于2016-01-30）.
26. ↑  .   [2015-04-19]. （原始内容存档于2015-03-15）.
27. ↑  . U2tour.de.   [2014-01-13]. （原始内容存档于2014-01-14）.
28. ↑  . DeadBase.   [2011-08-13]. （原始内容存档于2011-07-24）.
29. ↑  . NME.com.   [2009-08-12]. （原始内容存档于2009-08-14）.
30. ↑  .   [2013-08-17]. （原始内容存档于2013-08-20）.

### 书目
- 钟子林.  第一版. 北京: 人民音乐出版社. 1998年4月. ISBN 7103015554 （中文（中国大陆））.
- Blake (ed.), Mark. . Mojo/DK Publishing, Inc. 2005. ISBN 978-0-7566-3725-5.
- Cott (ed.), Jonathan. . Hodder & Stoughton. 2006. ISBN 0-340-92312-1.
- Gill, Andy. . Carlton. 1999. ISBN 1-85868-599-0.
- Gray, Michael. . Continuum International. 2006. ISBN 0-8264-6933-7.
- Heylin, Clinton. . Perennial Currents. 2003. ISBN 0-06-052569-X.
- Kramer, Eddie. . Warner Books. 1992. ISBN 0-7515-1129-3.
- Ricks, Christopher. . Penguin/Viking. 2003. ISBN 0-670-80133-X.
- Sounes, Howard. . Grove Press. 2001. ISBN 0-8021-1686-8.